# Richard Cromwell
Richard Cromwell (Huntingdon, 4. listopada 1626. — Cheshunt, 12. srpnja 1712.), drugi lord zaštitnik Commenwealtha Engleske, Škotske i Irske. Na vlasti je bio od 3. rujna 1658. do 25. svibnja 1659. godine. Treće je dijete Olivera Cromwella, prvog lorda zaštitnika, koji je dao pogubiti kralja Karla I. u siječnju 1649. godine te je vladao diktatorski zemljom do svoje smrti u jesen 1658. 
Za njegovog kratkog vladanja izbio je sukob između sabornika i vojske. Nespreman na razrješavanje političke krize nasiljem, primoran je vojnim prevratom na odreknuće (abdikaciju). Nedugo poslije Richardovog odreknuća u Engleskoj je godine 1660. obnovljeno kraljevstvo na čelu sa sinom pogubljenog kralja Karla, Karlom II. Richard do svoje smrti u dubokoj starosti nije više obnašao nikakve javne dužnosti. Najdulje je živući vladar Britanije (86 godina) s najkraćom duljinom vladanja (9 mjeseci).